# St. Joseph (Schweinlang)

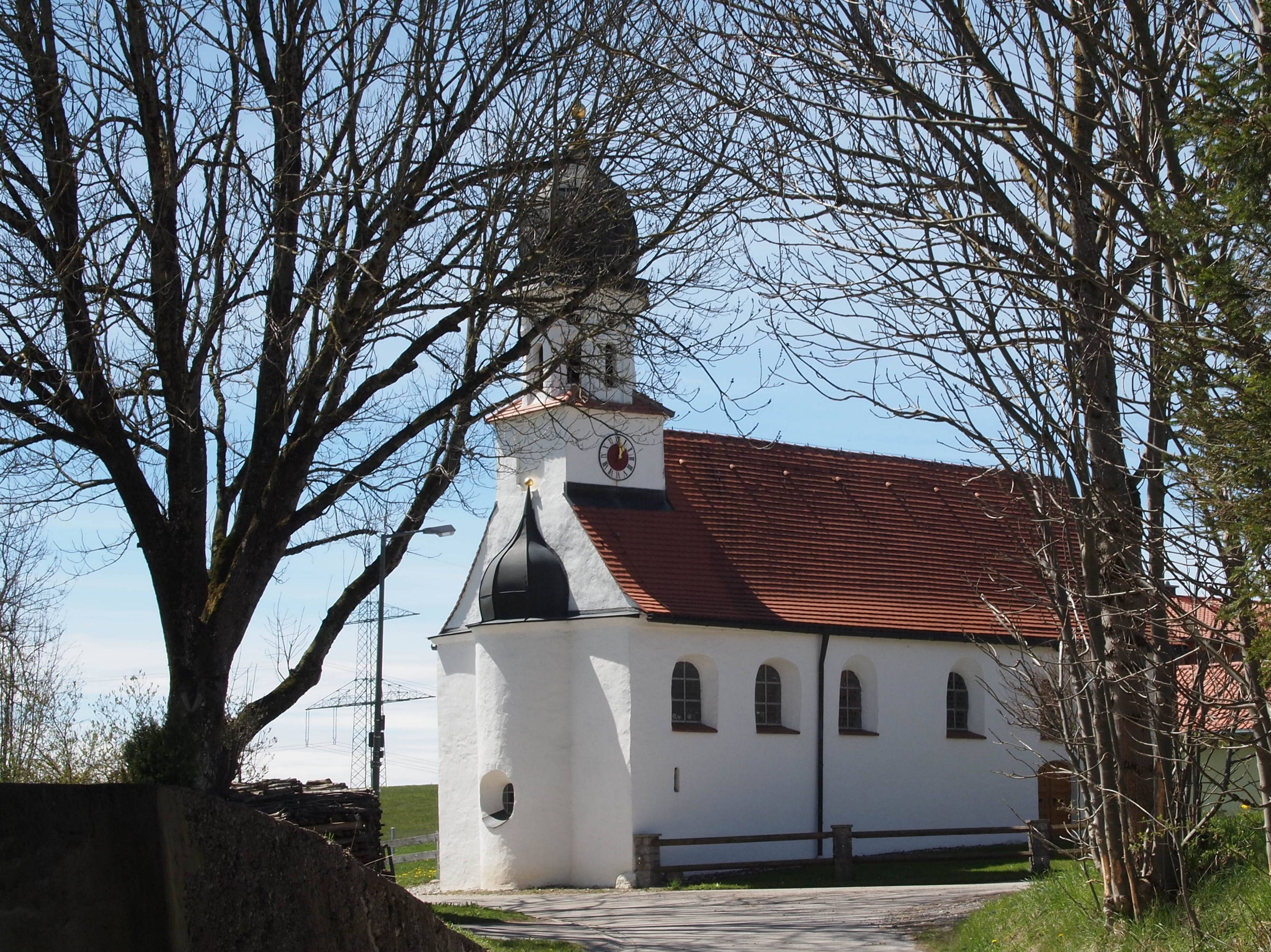
Kapelle St. Joseph

Die Kapelle St. Joseph in Schweinlang in der Gemeinde Kraftisried im Landkreis Ostallgäu ist ein im Jahr 1681 errichteter Kirchenbau.
Laut einer Inschrift auf der Predella des Altars wurde die Kapelle errichtet, nachdem 1668 ein Gesuch zum Bau einer Eulogiuskapelle abgelehnt worden war. Die Kapelle wurde vermutlich Anfang des 18. Jahrhunderts um zwei Achsen nach Osten erweitert; dabei wurde auch die östliche Chorachse mit einer heute noch im Ansatz erkennbaren halbrunden Apsis zu Sakristei und Treppenhaus umgebaut, so dass der Altarraum innen nach Osten in einer geraden Nische abschließt.
In der Nische steht der von zwei blauen gewundenen, von Weinlaub umrankten Säulen begrenzte Choraltar aus der Erbauungszeit der Kirche. 1981 erhielt der Altar wieder das ursprüngliche Altarblatt, das den heiligen Joseph zeigt, der Maria das Jesuskind darreicht. Unter der Heiligen Familie ist eine zeitgenössische Ansicht des Dorfes Schweinlang abgebildet. Den Altar flankieren Statuen der Eltern Marias, des heiligen Joachim und der heiligen Anna.
Die beiden Seitenaltäre haben Altarblätter aus dem späten 18. Jahrhundert. Das linke zeigt den Jesuitenmissionar Franz Xaver als Patron der Kranken und Sterbenden, das Rechte zeigt den heiligen Leonhard als Schutzpatron der Gefangenen.
An der Südwand des Chors hängt ein 1886 vom Unterthingauer Maler Andreas Mayr gefertigtes Gemälde vom Josephstod, das von Ende des 19. Jahrhunderts bis 1981 als Altarblatt des Hauptaltars eingesetzt war. An den Innenwänden findet sich ein in Öl auf Leinwand ausgeführter Kreuzweg aus der zweiten Hälfte des 18. Jahrhunderts. Auffallend ist die bemalte Täfeldecke aus Holz, deren Fassung aus der Erbauungszeit der Kapelle stammt.